# NBA Summer League 2022
Navigation
2021 2023
La NBA Summer League 2022 de la NBA a eu lieu au Thomas and Mack Center et Cox Pavilion à Las Vegas, sur le campus de l’université du Nevada. Elle a commencé le 7 juillet et s’est terminée le 17 juillet. Les 30 équipes de la NBA y ont participé. Elle se divise en trois compétitions, deux non officielles : la California Classic Summer League et la Salt Lake City Summer League. La compétition officielle regroupant l'ensemble des franchises de la NBA est la Las Vegas Summer League.

## California Classic Summer League
Les Warriors de Golden State accueillent la 4e édition de la California Classic Summer League au Chase Center les 2, 3 et 5 juillet 2022.

### Équipes
- Heat de Miami
- Kings de Sacramento
- Lakers de Los Angeles
- Warriors de Golden State

### Matchs

#### Jour 1
| 2 juillet | Rapport | Lakers de Los Angeles 100, Heat de Miami 66        | Lakers de Los Angeles 100, Heat de Miami 66 | Lakers de Los Angeles 100, Heat de Miami 66                  |  | Chase Center, San Francisco, Californie Affluence : 8 806 Arbitres : Nate Green, Jenna Schroder, Evan Scott | ESPN2 |
| 2 juillet | Rapport | Score par quart-temps : 29-17, 22-10, 19-14, 30-25 |                                             |                                                              |  | Chase Center, San Francisco, Californie Affluence : 8 806 Arbitres : Nate Green, Jenna Schroder, Evan Scott | ESPN2 |
| 2 juillet | Rapport | Mac McClung, 17 Max Christie, 9 Mason Jones, 6     | Points Rebonds Passes d.                    | Allman Jr., Smart, 13 Orlando Robinson, 9 Kyle Allman Jr., 5 |  | Chase Center, San Francisco, Californie Affluence : 8 806 Arbitres : Nate Green, Jenna Schroder, Evan Scott | ESPN2 |

| 2 juillet | Rapport | Kings de Sacramento 86, Warriors de Golden State 68   | Kings de Sacramento 86, Warriors de Golden State 68 | Kings de Sacramento 86, Warriors de Golden State 68 |  | Chase Center, San Francisco, Californie Affluence : 8 913 Arbitres : Ashley Moyer-Gleich, Brandon Schwab, Mousa Dagher | NBA TV |
| 2 juillet | Rapport | Score par quart-temps : 17-13, 21-19, 29-20, 19-16    |                                                     |                                                     |  | Chase Center, San Francisco, Californie Affluence : 8 913 Arbitres : Ashley Moyer-Gleich, Brandon Schwab, Mousa Dagher | NBA TV |
| 2 juillet | Rapport | Keegan Murray, 26 Keegan Murray, 8 Frankie Ferrari, 7 | Points Rebonds Passes d.                            | Gui Santos, 23 Gui Santos, 6 Willis, Quiñones, 2    |  | Chase Center, San Francisco, Californie Affluence : 8 913 Arbitres : Ashley Moyer-Gleich, Brandon Schwab, Mousa Dagher | NBA TV |

#### Jour 2
| 3 juillet | Rapport | Heat de Miami 64, Kings de Sacramento 81                | Heat de Miami 64, Kings de Sacramento 81 | Heat de Miami 64, Kings de Sacramento 81           |  | Chase Center, San Francisco, Californie Affluence : 9 028 Arbitres : Evan Scott, Ashley Moyer-Gleich, Jenna Schroeder | NBA TV |
| 3 juillet | Rapport | Score par quart-temps : 14-17, 21-16, 21-20, 8-28       |                                          |                                                    |  | Chase Center, San Francisco, Californie Affluence : 9 028 Arbitres : Evan Scott, Ashley Moyer-Gleich, Jenna Schroeder | NBA TV |
| 3 juillet | Rapport | Javonte Smart, 12 Haywood Highsmith, 9 Javonte Smart, 4 | Points Rebonds Passes d.                 | Keon Ellis, 17 Keegan Murray, 9 Frankie Ferrari, 6 |  | Chase Center, San Francisco, Californie Affluence : 9 028 Arbitres : Evan Scott, Ashley Moyer-Gleich, Jenna Schroeder | NBA TV |

| 3 juillet | Rapport | Lakers de Los Angeles 100, Warriors de Golden State 77   | Lakers de Los Angeles 100, Warriors de Golden State 77 | Lakers de Los Angeles 100, Warriors de Golden State 77 |  | Chase Center, San Francisco, Californie Affluence : 9 178 Arbitres : Mousa Dagher, Nate Green, Brandon Schwab | NBA TV |
| 3 juillet | Rapport | Score par quart-temps : 23-21, 26-16, 23-16, 28-24       |                                                        |                                                        |  | Chase Center, San Francisco, Californie Affluence : 9 178 Arbitres : Mousa Dagher, Nate Green, Brandon Schwab | NBA TV |
| 3 juillet | Rapport | Cole Swider, 16 Fabian White Jr., 8 Scotty Pippen Jr., 8 | Points Rebonds Passes d.                               | Lester Quiñones, 19 Selom Mawugbe, 6 Moses Moody, 3    |  | Chase Center, San Francisco, Californie Affluence : 9 178 Arbitres : Mousa Dagher, Nate Green, Brandon Schwab | NBA TV |

#### Jour 3
| 5 juillet | Rapport | Warriors de Golden State 70, Heat de Miami 94                | Warriors de Golden State 70, Heat de Miami 94 | Warriors de Golden State 70, Heat de Miami 94            |  | Chase Center, San Francisco, Californie Affluence : 0 Arbitres : Brandon Schwab, Evan Scott, Nate Green | NBA TV |
| 5 juillet | Rapport | Score par quart-temps : 22-27, 16-24, 21-17, 11-26           |                                               |                                                          |  | Chase Center, San Francisco, Californie Affluence : 0 Arbitres : Brandon Schwab, Evan Scott, Nate Green | NBA TV |
| 5 juillet | Rapport | Quinndary Weatherspoon, 14 Trois joueurs, 4 Santos, Sleva, 5 | Points Rebonds Passes d.                      | Nikola Jović, 25 Jović, Highsmith, 9 Kyle Allman Jr., 10 |  | Chase Center, San Francisco, Californie Affluence : 0 Arbitres : Brandon Schwab, Evan Scott, Nate Green | NBA TV |

| 5 juillet | Rapport | Kings de Sacramento 87, Lakers de Los Angeles 75       | Kings de Sacramento 87, Lakers de Los Angeles 75 | Kings de Sacramento 87, Lakers de Los Angeles 75       |  | Chase Center, San Francisco, Californie Affluence : 0 Arbitres : Jenna Schroeder, Ashley Moyer-Gleich, Mousa Dagher | NBA TV |
| 5 juillet | Rapport | Score par quart-temps : 24-22, 19-21, 22-11, 22-21     |                                                  |                                                        |  | Chase Center, San Francisco, Californie Affluence : 0 Arbitres : Jenna Schroeder, Ashley Moyer-Gleich, Mousa Dagher | NBA TV |
| 5 juillet | Rapport | Keegan Murray, 24 Neemias Queta, 10 Frankie Ferrari, 6 | Points Rebonds Passes d.                         | Javante McCoy, 15 Max Christie, 8 Scotty Pippen Jr., 3 |  | Chase Center, San Francisco, Californie Affluence : 0 Arbitres : Jenna Schroeder, Ashley Moyer-Gleich, Mousa Dagher | NBA TV |

#### Classement de la compétition
| Position | Équipe                   | MJ | V | D |
| -------- | ------------------------ | -- | - | - |
| 1        | Kings de Sacramento      | 3  | 3 | 0 |
| 2        | Lakers de Los Angeles    | 3  | 2 | 1 |
| 3        | Heat de Miami            | 3  | 1 | 2 |
| 4        | Warriors de Golden State | 3  | 0 | 3 |

### Leaders statistiques
| Joueur                 | Équipe                   | PTS  |
| ---------------------- | ------------------------ | ---- |
| Keegan Murray          | Kings de Sacramento      | 19,7 |
| Gui Santos             | Warriors de Golden State | 14,0 |
| Quinndary Weatherspoon | Warriors de Golden State | 14,0 |
| Mac McClung            | Lakers de Los Angeles    | 13,0 |
| Javonte Smart          | Heat de Miami            | 12,5 |

| Joueur            | Équipe                | REB |
| ----------------- | --------------------- | --- |
| Haywood Highsmith | Heat de Miami         | 8,3 |
| Keegan Murray     | Kings de Sacramento   | 8,0 |
| Max Christie      | Lakers de Los Angeles | 7,7 |
| D. J. Steward     | Kings de Sacramento   | 7,0 |
| Fabian White Jr.  | Lakers de Los Angeles | 7,0 |

| Joueur               | Équipe                | PAD |
| -------------------- | --------------------- | --- |
| Frankie Ferrari (en) | Kings de Sacramento   | 6,3 |
| Fabian White Jr.     | Lakers de Los Angeles | 6,0 |
| Scotty Pippen Jr.    | Lakers de Los Angeles | 4,7 |
| Javonte Smart        | Heat de Miami         | 4,0 |
| Matt Coleman III     | Kings de Sacramento   | 3,7 |

## Salt Lake City Summer League
Le Jazz de l'Utah accueille le Salt Lake City Summer League au Vivint Arena du 5 au 7 juillet 2022, pour la 7e année.

### Équipes
- 76ers de Philadelphie
- Grizzlies de Memphis
- Jazz de l'Utah
- Thunder d'Oklahoma City

### Matchs

#### Jour 1
| 5 juillet | Rapport | Grizzlies de Memphis 103, 76ers de Philadelphie 99      | Grizzlies de Memphis 103, 76ers de Philadelphie 99 | Grizzlies de Memphis 103, 76ers de Philadelphie 99 |  | Vivint Smart Home Arena, Salt Lake City, Utah Affluence : 5 377 Arbitres : JP Primm, Matt Myers, Andy Nagy | ESPN |
| 5 juillet | Rapport | Score par quart-temps : 34-28, 28-26, 29-26, 15-16      |                                                    |                                                    |  | Vivint Smart Home Arena, Salt Lake City, Utah Affluence : 5 377 Arbitres : JP Primm, Matt Myers, Andy Nagy | ESPN |
| 5 juillet | Rapport | Xavier Tillman, 16 Quatre joueurs, 4 Ziaire Williams, 8 | Points Rebonds Passes d.                           | Paul Reed, 20 Paul Reed, 15 Cassius Winston, 8     |  | Vivint Smart Home Arena, Salt Lake City, Utah Affluence : 5 377 Arbitres : JP Primm, Matt Myers, Andy Nagy | ESPN |

| 5 juillet | Rapport | Thunder d'Oklahoma City 98, Jazz de l'Utah 77                | Thunder d'Oklahoma City 98, Jazz de l'Utah 77 | Thunder d'Oklahoma City 98, Jazz de l'Utah 77     |  | Vivint Smart Home Arena, Salt Lake City, Utah Affluence : 6 641 Arbitres : Suyash Mehta, Danielle Scott, John Conley | ESPN |
| 5 juillet | Rapport | Score par quart-temps : 29-9, 18-23, 29-18, 22-27            |                                               |                                                   |  | Vivint Smart Home Arena, Salt Lake City, Utah Affluence : 6 641 Arbitres : Suyash Mehta, Danielle Scott, John Conley | ESPN |
| 5 juillet | Rapport | Chet Holmgren, 23 Jeremiah Robinson-Earl, 10 Josh Giddey, 11 | Points Rebonds Passes d.                      | Xavier Sneed, 15 Kofi Cockburn, 7 Jared Butler, 4 |  | Vivint Smart Home Arena, Salt Lake City, Utah Affluence : 6 641 Arbitres : Suyash Mehta, Danielle Scott, John Conley | ESPN |

#### Jour 2
| 6 juillet | Rapport | Grizzlies de Memphis 71, Thunder d'Oklahoma City 87        | Grizzlies de Memphis 71, Thunder d'Oklahoma City 87 | Grizzlies de Memphis 71, Thunder d'Oklahoma City 87  |  | Vivint Smart Home Arena, Salt Lake City, Utah Arbitres : Danielle Scott, Matt Myers, Andy Nagy | ESPN2 |
| 6 juillet | Rapport | Score par quart-temps : 20-20, 23-28, 14-24, 14-15         |                                                     |                                                      |  | Vivint Smart Home Arena, Salt Lake City, Utah Arbitres : Danielle Scott, Matt Myers, Andy Nagy | ESPN2 |
| 6 juillet | Rapport | Kenneth Lofton Jr., 19 Dakota Mathias, 8 Tremont Waters, 6 | Points Rebonds Passes d.                            | Jalen Williams, 16 Chet Holmgren, 12 Josh Giddey, 10 |  | Vivint Smart Home Arena, Salt Lake City, Utah Arbitres : Danielle Scott, Matt Myers, Andy Nagy | ESPN2 |

| 6 juillet | Rapport | 76ers de Philadelphie 86, Jazz de l'Utah 82                 | 76ers de Philadelphie 86, Jazz de l'Utah 82 | 76ers de Philadelphie 86, Jazz de l'Utah 82                   |  | Vivint Smart Home Arena, Salt Lake City, Utah Affluence : 7 153 Arbitres : JP Primm, Suyash Mehta, John Conley | ESPN2 |
| 6 juillet | Rapport | Score par quart-temps : 22-21, 17-22, 27-18, 20-21          |                                             |                                                               |  | Vivint Smart Home Arena, Salt Lake City, Utah Affluence : 7 153 Arbitres : JP Primm, Suyash Mehta, John Conley | ESPN2 |
| 6 juillet | Rapport | Charles Bassey, 17 Julian Champagnie, 10 Cassius Winston, 6 | Points Rebonds Passes d.                    | Justin Robinson, 17 James Palmer Jr., 8 Palmer Jr., Miller, 4 |  | Vivint Smart Home Arena, Salt Lake City, Utah Affluence : 7 153 Arbitres : JP Primm, Suyash Mehta, John Conley | ESPN2 |

#### Jour 3
| 7 juillet | Rapport | Thunder d'Oklahoma City 79, 76ers de Philadelphie 80            | Thunder d'Oklahoma City 79, 76ers de Philadelphie 80 | Thunder d'Oklahoma City 79, 76ers de Philadelphie 80 |  | Vivint Smart Home Arena, Salt Lake City, Utah Arbitres : Coach Erman, Suyash Mehta, Matt Myers | NBA TV |
| 7 juillet | Rapport | Score par quart-temps : 15-19, 24-20, 23-20, 17-21              |                                                      |                                                      |  | Vivint Smart Home Arena, Salt Lake City, Utah Arbitres : Coach Erman, Suyash Mehta, Matt Myers | NBA TV |
| 7 juillet | Rapport | Aleksej Pokuševski, 14 Jeremiah Robinson-Earl, 7 Josh Giddey, 7 | Points Rebonds Passes d.                             | Isaiah Joe, 19 Trevelin Queen, 8 Jaden Springer, 3   |  | Vivint Smart Home Arena, Salt Lake City, Utah Arbitres : Coach Erman, Suyash Mehta, Matt Myers | NBA TV |

| 7 juillet | Rapport | Grizzlies de Memphis 95, Jazz de l'Utah 84               | Grizzlies de Memphis 95, Jazz de l'Utah 84 | Grizzlies de Memphis 95, Jazz de l'Utah 84        |  | Vivint Smart Home Arena, Salt Lake City, Utah Arbitres : Andy Nagy, John Conley, Danielle Scott | NBA TV |
| 7 juillet | Rapport | Score par quart-temps : 17-29, 21-21, 30-18, 27-16       |                                            |                                                   |  | Vivint Smart Home Arena, Salt Lake City, Utah Arbitres : Andy Nagy, John Conley, Danielle Scott | NBA TV |
| 7 juillet | Rapport | Ziaire Williams, 19 Xavier Tillman, 14 Tremont Waters, 5 | Points Rebonds Passes d.                   | Jared Butler, 22 Kofi Cockburn, 9 Jared Butler, 7 |  | Vivint Smart Home Arena, Salt Lake City, Utah Arbitres : Andy Nagy, John Conley, Danielle Scott | NBA TV |

#### Classement de la compétition
| Position | Équipe                  | MJ | V | D |
| -------- | ----------------------- | -- | - | - |
| 1        | Grizzlies de Memphis    | 3  | 2 | 1 |
| 2        | Thunder d'Oklahoma City | 3  | 2 | 1 |
| 3        | 76ers de Philadelphie   | 3  | 2 | 1 |
| 4        | Jazz de l'Utah          | 3  | 0 | 3 |

### Leaders statistiques
| Joueur          | Équipe                  | PTS  |
| --------------- | ----------------------- | ---- |
| Isaiah Joe      | 76ers de Philadelphie   | 19,0 |
| Chet Holmgren   | Thunder d'Oklahoma City | 17,0 |
| Paul Reed       | 76ers de Philadelphie   | 17,0 |
| Ziaire Williams | Grizzlies de Memphis    | 17,0 |
| Bruno Caboclo   | Jazz de l'Utah          | 16,5 |

| Joueur         | Équipe                  | REB  |
| -------------- | ----------------------- | ---- |
| Paul Reed      | 76ers de Philadelphie   | 11,0 |
| Chet Holmgren  | Thunder d'Oklahoma City | 9,5  |
| Xavier Tillman | Grizzlies de Memphis    | 8,0  |
| Charles Bassey | 76ers de Philadelphie   | 7,5  |
| Kofi Cockburn  | Jazz de l'Utah          | 7,0  |

| Joueur          | Équipe                  | PAD |
| --------------- | ----------------------- | --- |
| Josh Giddey     | Thunder d'Oklahoma City | 9,3 |
| Cassius Winston | 76ers de Philadelphie   | 7,0 |
| Jared Butler    | Jazz de l'Utah          | 5,5 |
| Ziaire Williams | Grizzlies de Memphis    | 5,0 |
| Tremont Waters  | Grizzlies de Memphis    | 4,3 |

## Las Vegas NBA Summer League
La Las Vegas NBA Summer League est la compétition officielle de la NBA Summer League, c'est la 16e édition. 75 matchs y sont joués du 7 au 17 juillet 2022 sur deux sites, au Thomas & Mack Center et au Cox Pavilion, situés à Paradise dans le Nevada.

### Équipes
| - Hawks d'Atlanta - Celtics de Boston - Nets de Brooklyn - Hornets de Charlotte - Bulls de Chicago - Cavaliers de Cleveland - Mavericks de Dallas - Nuggets de Denver - Pistons de Détroit - Warriors de Golden State | - Rockets de Houston - Pacers de l'Indiana - Clippers de Los Angeles - Lakers de Los Angeles - Grizzlies de Memphis - Heat de Miami - Bucks de Milwaukee - Timberwolves du Minnesota - Knicks de New York - Pelicans de La Nouvelle-Orléans | - Thunder d'Oklahoma City - Magic d'Orlando - 76ers de Philadelphie - Suns de Phoenix - Trail Blazers de Portland - Kings de Sacramento - Spurs de San Antonio - Raptors de Toronto - Jazz de l'Utah - Wizards de Washington |

### Matchs

#### Jour 1
| 7 juillet | Rapport | Rockets de Houston 77, Magic d'Orlando 91          | Rockets de Houston 77, Magic d'Orlando 91 | Rockets de Houston 77, Magic d'Orlando 91             |  | Thomas & Mack Center, Paradise, Nevada Arbitres : Isaac Barnett, Nate Anderson, Kelly Broomfield | ESPN |
| 7 juillet | Rapport | Score par quart-temps : 22-23, 20-30, 23-18, 12-20 |                                           |                                                       |  | Thomas & Mack Center, Paradise, Nevada Arbitres : Isaac Barnett, Nate Anderson, Kelly Broomfield | ESPN |
| 7 juillet | Rapport | Josh Christopher, 22 Tari Eason, 13 Daishen Nix, 4 | Points Rebonds Passes d.                  | Caleb Houstan, 20 R. J. Hampton, 11 Paolo Banchero, 6 |  | Thomas & Mack Center, Paradise, Nevada Arbitres : Isaac Barnett, Nate Anderson, Kelly Broomfield | ESPN |

| 7 juillet | Rapport | Trail Blazers de Portland 78, Pistons de Détroit 81 | Trail Blazers de Portland 78, Pistons de Détroit 81 | Trail Blazers de Portland 78, Pistons de Détroit 81 |  | Thomas & Mack Center, Paradise, Nevada Arbitres : Dannica Mosher, Matt Rafferty, Nate Cearley | ESPN |
| 7 juillet | Rapport | Score par quart-temps : 19-29, 15-12, 23-20, 21-20  |                                                     |                                                     |  | Thomas & Mack Center, Paradise, Nevada Arbitres : Dannica Mosher, Matt Rafferty, Nate Cearley | ESPN |
| 7 juillet | Rapport | Keon Johnson, 21 Jabari Walker, 7 Ross, Williams, 4 | Points Rebonds Passes d.                            | Jaden Ivey, 20 Isaiah Stewart, 9 Jaden Ivey, 6      |  | Thomas & Mack Center, Paradise, Nevada Arbitres : Dannica Mosher, Matt Rafferty, Nate Cearley | ESPN |

#### Jour 2
| 8 juillet | Rapport | Mavericks de Dallas 99, Bulls de Chicago 100                  | Mavericks de Dallas 99, Bulls de Chicago 100 | Mavericks de Dallas 99, Bulls de Chicago 100            | OT | Thomas & Mack Center, Paradise, Nevada Arbitres : Ryan Sassano, Hortencia Sanchez-Carrizales, Manuel Mazzoni | ESPNU |
| 8 juillet | Rapport | Score par quart-temps : 17-21, 30-12, 17-25, 26-32, OT : 9-10 |                                              |                                                         | OT | Thomas & Mack Center, Paradise, Nevada Arbitres : Ryan Sassano, Hortencia Sanchez-Carrizales, Manuel Mazzoni | ESPNU |
| 8 juillet | Rapport | Lawson, Hardy, 28 Trois joueurs, 5 Alessandro Pajola, 8       | Points Rebonds Passes d.                     | Marko Simonović, 27 Marko Simonović, 13 Carlik Jones, 9 | OT | Thomas & Mack Center, Paradise, Nevada Arbitres : Ryan Sassano, Hortencia Sanchez-Carrizales, Manuel Mazzoni | ESPNU |

| 8 juillet | Rapport | Spurs de San Antonio 99, Cavaliers de Cleveland 90     | Spurs de San Antonio 99, Cavaliers de Cleveland 90 | Spurs de San Antonio 99, Cavaliers de Cleveland 90 |  | Cox Pavilion, Paradise, Nevada Arbitres : Isaac Barnett, Intae Hwang, Gytis Vilius | NBA TV |
| 8 juillet | Rapport | Score par quart-temps : 22-27, 23-21, 17-30, 28-21     |                                                    |                                                    |  | Cox Pavilion, Paradise, Nevada Arbitres : Isaac Barnett, Intae Hwang, Gytis Vilius | NBA TV |
| 8 juillet | Rapport | Primo, Wesley, 20 Barlow, Days, 7 D. J. Stewart Jr., 6 | Points Rebonds Passes d.                           | RJ Nembhard, 20 Sylla, Mobley, 8 RJ Nembhard, 5    |  | Cox Pavilion, Paradise, Nevada Arbitres : Isaac Barnett, Intae Hwang, Gytis Vilius | NBA TV |

| 8 juillet | Rapport | Hornets de Charlotte 84, Pacers de l'Indiana 96        | Hornets de Charlotte 84, Pacers de l'Indiana 96 | Hornets de Charlotte 84, Pacers de l'Indiana 96                   |  | Thomas & Mack Center, Paradise, Nevada Arbitres : Clare Aubry, Omar Bermudez, Boris Krejic | ESPN2 |
| 8 juillet | Rapport | Score par quart-temps : 19-28, 18-14, 13-32, 34-22     |                                                 |                                                                   |  | Thomas & Mack Center, Paradise, Nevada Arbitres : Clare Aubry, Omar Bermudez, Boris Krejic | ESPN2 |
| 8 juillet | Rapport | Bryce McGowens, 17 Nick Richards, 11 Jalen Crutcher, 7 | Points Rebonds Passes d.                        | Bennedict Mathurin, 23 Isaiah Jackson, 12 Duane Washington Jr., 6 |  | Thomas & Mack Center, Paradise, Nevada Arbitres : Clare Aubry, Omar Bermudez, Boris Krejic | ESPN2 |

| 8 juillet | Rapport | Nets de Brooklyn 90, Bucks de Milwaukee 94            | Nets de Brooklyn 90, Bucks de Milwaukee 94 | Nets de Brooklyn 90, Bucks de Milwaukee 94                           |  | Cox Pavilion, Paradise, Nevada Arbitres : ShaRae Mitchell, Cameron Gelinas, Grant Todey | NBA TV |
| 8 juillet | Rapport | Score par quart-temps : 20-21, 20-23, 15-28, 35-22    |                                            |                                                                      |  | Cox Pavilion, Paradise, Nevada Arbitres : ShaRae Mitchell, Cameron Gelinas, Grant Todey | NBA TV |
| 8 juillet | Rapport | Cameron Thomas, 31 Day'Ron Sharpe, 10 RaiQuan Gray, 4 | Points Rebonds Passes d.                   | Mamukelashvili, Wigginton, 17 Zylan Cheatham, 8 Lindell Wigginton, 7 |  | Cox Pavilion, Paradise, Nevada Arbitres : ShaRae Mitchell, Cameron Gelinas, Grant Todey | NBA TV |

| 8 juillet | Rapport | Warriors de Golden State 88, Knicks de New York 101 | Warriors de Golden State 88, Knicks de New York 101 | Warriors de Golden State 88, Knicks de New York 101   |  | Thomas & Mack Center, Paradise, Nevada Arbitres : Cheryl Flores, Randy Richardson, Yohan Rosso | ESPN2 |
| 8 juillet | Rapport | Score par quart-temps : 20-26, 25-16, 22-35, 21-24  |                                                     |                                                       |  | Thomas & Mack Center, Paradise, Nevada Arbitres : Cheryl Flores, Randy Richardson, Yohan Rosso | ESPN2 |
| 8 juillet | Rapport | Moses Moody, 34 Jarrod Uthoff, 10 Trois joueurs, 3  | Points Rebonds Passes d.                            | Quentin Grimes, 24 Jericho Sims, 10 Quentin Grimes, 8 |  | Thomas & Mack Center, Paradise, Nevada Arbitres : Cheryl Flores, Randy Richardson, Yohan Rosso | ESPN2 |

| 8 juillet | Rapport | Nuggets de Denver 78, Timberwolves du Minnesota 85          | Nuggets de Denver 78, Timberwolves du Minnesota 85 | Nuggets de Denver 78, Timberwolves du Minnesota 85 |  | Cox Pavilion, Paradise, Nevada Arbitres : Pat OConnell, Kristyne Esparza, Roberto Vazquez | NBA TV |
| 8 juillet | Rapport | Score par quart-temps : 14-15, 25-30, 17-20, 22-20          |                                                    |                                                    |  | Cox Pavilion, Paradise, Nevada Arbitres : Pat OConnell, Kristyne Esparza, Roberto Vazquez | NBA TV |
| 8 juillet | Rapport | Christian Braun, 18 Watson, Kamagate, 7 Collin Gillespie, 4 | Points Rebonds Passes d.                           | Josh Minott, 22 Josh Minott, 10 Minott, Shayok, 3  |  | Cox Pavilion, Paradise, Nevada Arbitres : Pat OConnell, Kristyne Esparza, Roberto Vazquez | NBA TV |

| 8 juillet | Rapport | Suns de Phoenix 104, Lakers de Los Angeles 84         | Suns de Phoenix 104, Lakers de Los Angeles 84 | Suns de Phoenix 104, Lakers de Los Angeles 84              |  | Thomas & Mack Center, Paradise, Nevada Arbitres : Robert Hussey, Ken Jones, Martins Kozlovkis | ESPN2 |
| 8 juillet | Rapport | Score par quart-temps : 24-17, 24-25, 33-21, 23-21    |                                               |                                                            |  | Thomas & Mack Center, Paradise, Nevada Arbitres : Robert Hussey, Ken Jones, Martins Kozlovkis | ESPN2 |
| 8 juillet | Rapport | Louis King, 20 Olivier Sarr, 10 McKinley Wright IV, 7 | Points Rebonds Passes d.                      | Scotty Pippen Jr., 19 Max Christie, 8 Scotty Pippen Jr., 3 |  | Thomas & Mack Center, Paradise, Nevada Arbitres : Robert Hussey, Ken Jones, Martins Kozlovkis | ESPN2 |

#### Jour 3
| 9 juillet | Rapport | Raptors de Toronto 97, 76ers de Philadelphie 77   | Raptors de Toronto 97, 76ers de Philadelphie 77 | Raptors de Toronto 97, 76ers de Philadelphie 77     |  | Cox Pavilion, Paradise, Nevada Arbitres : Charles Watson, Agon Abazi, Sarah Williams, Gina Cross | NBA TV |
| 9 juillet | Rapport | Score par quart-temps : 24-13, 17-31, 30-26, 26-7 |                                                 |                                                     |  | Cox Pavilion, Paradise, Nevada Arbitres : Charles Watson, Agon Abazi, Sarah Williams, Gina Cross | NBA TV |
| 9 juillet | Rapport | Armoni Brooks, 25 Trois joueurs, 7 Jeff Dowtin, 9 | Points Rebonds Passes d.                        | Isaiah Joe, 24 Charles Bassey, 6 Cassius Winston, 7 |  | Cox Pavilion, Paradise, Nevada Arbitres : Charles Watson, Agon Abazi, Sarah Williams, Gina Cross | NBA TV |

| 9 juillet | Rapport | Magic d'Orlando 94, Kings de Sacramento 92                        | Magic d'Orlando 94, Kings de Sacramento 92 | Magic d'Orlando 94, Kings de Sacramento 92           | OT | Thomas & Mack Center, Paradise, Nevada Arbitres : Brent Haskill, Kaitlyn Bunger, Kaz Beverly | ESPN |
| 9 juillet | Rapport | Score par quart-temps : 18-24, 26-18, 26-17, 17-28, OT : 5-5, 2-0 |                                            |                                                      | OT | Thomas & Mack Center, Paradise, Nevada Arbitres : Brent Haskill, Kaitlyn Bunger, Kaz Beverly | ESPN |
| 9 juillet | Rapport | Paolo Banchero, 23 Emanuel Terry, 9 Paolo Banchero, 6             | Points Rebonds Passes d.                   | Neemias Queta, 23 Keegan Murray, 9 Ellis, Ferrari, 4 | OT | Thomas & Mack Center, Paradise, Nevada Arbitres : Brent Haskill, Kaitlyn Bunger, Kaz Beverly | ESPN |

| 9 juillet | Rapport | Celtics de Boston 78, Heat de Miami 88             | Celtics de Boston 78, Heat de Miami 88 | Celtics de Boston 78, Heat de Miami 88                  |  | Cox Pavilion, Paradise, Nevada Arbitres : Matt Kallio, Jeff Wooten, Gerda Gatling, Leah Lanie | NBA TV |
| 9 juillet | Rapport | Score par quart-temps : 25-24, 22-33, 14-14, 17-17 |                                        |                                                         |  | Cox Pavilion, Paradise, Nevada Arbitres : Matt Kallio, Jeff Wooten, Gerda Gatling, Leah Lanie | NBA TV |
| 9 juillet | Rapport | Matt Ryan, 15 Quatre joueurs, 6 JD Davison, 6      | Points Rebonds Passes d.               | Mychal Mulder, 23 Orlando Robinson, 8 Jamaree Bouyea, 5 |  | Cox Pavilion, Paradise, Nevada Arbitres : Matt Kallio, Jeff Wooten, Gerda Gatling, Leah Lanie | NBA TV |

| 9 juillet | Rapport | Pistons de Détroit 105, Wizards de Washington 99     | Pistons de Détroit 105, Wizards de Washington 99 | Pistons de Détroit 105, Wizards de Washington 99     |  | Thomas & Mack Center, Paradise, Nevada Arbitres : Biniam Maru, Catherine Chang, Jean Ruhamiriza | ESPN2 |
| 9 juillet | Rapport | Score par quart-temps : 39-23, 20-14, 20-30, 26-32   |                                                  |                                                      |  | Thomas & Mack Center, Paradise, Nevada Arbitres : Biniam Maru, Catherine Chang, Jean Ruhamiriza | ESPN2 |
| 9 juillet | Rapport | Isaiah Livers, 20 Isaiah Stewart, 9 Charlie Moore, 7 | Points Rebonds Passes d.                         | Jordan Schakel, 24 Davis, Goodwin, 5 Devon Dotson, 3 |  | Thomas & Mack Center, Paradise, Nevada Arbitres : Biniam Maru, Catherine Chang, Jean Ruhamiriza | ESPN2 |

| 9 juillet | Rapport | Hawks d'Atlanta 66, Jazz de l'Utah 72              | Hawks d'Atlanta 66, Jazz de l'Utah 72 | Hawks d'Atlanta 66, Jazz de l'Utah 72              |  | Cox Pavilion, Paradise, Nevada Arbitres : J.D. Ralls, Italo Araujo, Erik Aellig | NBA TV |
| 9 juillet | Rapport | Score par quart-temps : 13-21, 13-18, 18-22, 22-11 |                                       |                                                    |  | Cox Pavilion, Paradise, Nevada Arbitres : J.D. Ralls, Italo Araujo, Erik Aellig | NBA TV |
| 9 juillet | Rapport | Chaundee Brown, 15 James Akinjo, 8 James Akinjo, 6 | Points Rebonds Passes d.              | Jared Butler, 15 Kofi Cockburn, 13 Jared Butler, 7 |  | Cox Pavilion, Paradise, Nevada Arbitres : J.D. Ralls, Italo Araujo, Erik Aellig | NBA TV |

| 9 juillet | Rapport | Thunder d'Oklahoma City 88, Rockets de Houston 90  | Thunder d'Oklahoma City 88, Rockets de Houston 90 | Thunder d'Oklahoma City 88, Rockets de Houston 90  |  | Thomas & Mack Center, Paradise, Nevada Arbitres : Dannica Mosher, Julian McFadden, Gina Catanzariti, Rachael Rayford | ESPN2 |
| 9 juillet | Rapport | Score par quart-temps : 25-21, 15-24, 25-19, 23-26 |                                                   |                                                    |  | Thomas & Mack Center, Paradise, Nevada Arbitres : Dannica Mosher, Julian McFadden, Gina Catanzariti, Rachael Rayford | ESPN2 |
| 9 juillet | Rapport | Jalen Williams, 15 Chet Holmgren, 8 Josh Giddey, 8 | Points Rebonds Passes d.                          | Josh Christopher, 19 Tari Eason, 11 Daishen Nix, 6 |  | Thomas & Mack Center, Paradise, Nevada Arbitres : Dannica Mosher, Julian McFadden, Gina Catanzariti, Rachael Rayford | ESPN2 |

| 9 juillet | Rapport | Clippers de Los Angeles 94, Grizzlies de Memphis 76 | Clippers de Los Angeles 94, Grizzlies de Memphis 76 | Clippers de Los Angeles 94, Grizzlies de Memphis 76        |  | Cox Pavilion, Paradise, Nevada Arbitres : Tyler Mirkovich, Angelica Suffren, Martins Kozlovkis | NBA TV |
| 9 juillet | Rapport | Score par quart-temps : 28-15, 24-17, 25-23, 17-21  |                                                     |                                                            |  | Cox Pavilion, Paradise, Nevada Arbitres : Tyler Mirkovich, Angelica Suffren, Martins Kozlovkis | NBA TV |
| 9 juillet | Rapport | Reggie Perry, 17 Diabaté, Moon, 7 Jason Preston, 6  | Points Rebonds Passes d.                            | Kenneth Lofton Jr., 18 Santi Aldama, 8 Kennedy Chandler, 3 |  | Cox Pavilion, Paradise, Nevada Arbitres : Tyler Mirkovich, Angelica Suffren, Martins Kozlovkis | NBA TV |

| 9 juillet | Rapport | Pelicans de La Nouvelle-Orléans 68, Trail Blazers de Portland 85 | Pelicans de La Nouvelle-Orléans 68, Trail Blazers de Portland 85 | Pelicans de La Nouvelle-Orléans 68, Trail Blazers de Portland 85 |  | Thomas & Mack Center, Paradise, Nevada Arbitres : Angel Kent, Paul Tuomey, Cameron Garber, Ryan Johnson | ESPN2 |
| 9 juillet | Rapport | Score par quart-temps : 19-14, 17-31, 9-23, 23-17                |                                                                  |                                                                  |  | Thomas & Mack Center, Paradise, Nevada Arbitres : Angel Kent, Paul Tuomey, Cameron Garber, Ryan Johnson | ESPN2 |
| 9 juillet | Rapport | Trey Murphy III, 23 Trey Murphy III, 8 Naji Marshall, 6          | Points Rebonds Passes d.                                         | Trendon Watford, 17 Trendon Watford, 11 Trendon Watford, 5       |  | Thomas & Mack Center, Paradise, Nevada Arbitres : Angel Kent, Paul Tuomey, Cameron Garber, Ryan Johnson | ESPN2 |

#### Jour 4
| 10 juillet | Rapport | Pacers de l'Indiana 96, Kings de Sacramento 103    | Pacers de l'Indiana 96, Kings de Sacramento 103 | Pacers de l'Indiana 96, Kings de Sacramento 103  |  | Cox Pavilion, Paradise, Nevada Arbitres : Dannica Mosher, Kaitlyn Bunger, Kenny Gardner, Bobby Bissant | ESPN |
| 10 juillet | Rapport | Score par quart-temps : 25-33, 24-24, 26-17, 21-29 |                                                 |                                                  |  | Cox Pavilion, Paradise, Nevada Arbitres : Dannica Mosher, Kaitlyn Bunger, Kenny Gardner, Bobby Bissant | ESPN |
| 10 juillet | Rapport | Terry Taylor, 16 Isaiah Jackson, 9 Gabe York, 4    | Points Rebonds Passes d.                        | Keegan Murray, 23 Neemias Queta, 7 Keon Ellis, 6 |  | Cox Pavilion, Paradise, Nevada Arbitres : Dannica Mosher, Kaitlyn Bunger, Kenny Gardner, Bobby Bissant | ESPN |

| 10 juillet | Rapport | 76ers de Philadelphie 84, Nets de Brooklyn 91            | 76ers de Philadelphie 84, Nets de Brooklyn 91 | 76ers de Philadelphie 84, Nets de Brooklyn 91           |  | Thomas & Mack Center, Paradise, Nevada Arbitres : Julian Scott, Kelly Broomfield, Roberto Vazquez | NBA TV |
| 10 juillet | Rapport | Score par quart-temps : 21-22, 21-22, 24-23, 18-24       |                                               |                                                         |  | Thomas & Mack Center, Paradise, Nevada Arbitres : Julian Scott, Kelly Broomfield, Roberto Vazquez | NBA TV |
| 10 juillet | Rapport | Cassius Winston, 16 Charles Bassey, 9 Cassius Winston, 7 | Points Rebonds Passes d.                      | Cameron Thomas, 26 Day'Ron Sharpe, 11 Cameron Thomas, 7 |  | Thomas & Mack Center, Paradise, Nevada Arbitres : Julian Scott, Kelly Broomfield, Roberto Vazquez | NBA TV |

| 10 juillet | Rapport | Bulls de Chicago 69, Knicks de New York 101        | Bulls de Chicago 69, Knicks de New York 101 | Bulls de Chicago 69, Knicks de New York 101          |  | Cox Pavilion, Paradise, Nevada Arbitres : Randy Richardson, Jeff Wooten, Yohan Rosso | ESPN2 |
| 10 juillet | Rapport | Score par quart-temps : 11-27, 13-30, 26-20, 19-22 |                                             |                                                      |  | Cox Pavilion, Paradise, Nevada Arbitres : Randy Richardson, Jeff Wooten, Yohan Rosso | ESPN2 |
| 10 juillet | Rapport | Terry, Jones, 13 Marko Simonović, 7 Dalen Terry, 3 | Points Rebonds Passes d.                    | Quentin Grimes, 24 Jericho Sims, 10 Miles McBride, 6 |  | Cox Pavilion, Paradise, Nevada Arbitres : Randy Richardson, Jeff Wooten, Yohan Rosso | ESPN2 |

| 10 juillet | Rapport | Wizards de Washington 97, Suns de Phoenix 72              | Wizards de Washington 97, Suns de Phoenix 72 | Wizards de Washington 97, Suns de Phoenix 72                |  | Thomas & Mack Center, Paradise, Nevada Arbitres : Tyler Ricks, Marcy Williams, Gytis Vilius | NBA TV |
| 10 juillet | Rapport | Score par quart-temps : 20-13, 31-19, 21-20, 25-20        |                                              |                                                             |  | Thomas & Mack Center, Paradise, Nevada Arbitres : Tyler Ricks, Marcy Williams, Gytis Vilius | NBA TV |
| 10 juillet | Rapport | Vernon Carey Jr., 15 Vernon Carey Jr., 11 Devon Dotson, 6 | Points Rebonds Passes d.                     | Tyson Carter, 12 Ishmail Wainright, 5 McKinley Wright IV, 3 |  | Thomas & Mack Center, Paradise, Nevada Arbitres : Tyler Ricks, Marcy Williams, Gytis Vilius | NBA TV |

| 10 juillet | Rapport | Nuggets de Denver 84, Cavaliers de Cleveland 76      | Nuggets de Denver 84, Cavaliers de Cleveland 76 | Nuggets de Denver 84, Cavaliers de Cleveland 76   |  | Cox Pavilion, Paradise, Nevada Arbitres : Angelica Suffren, Ben Stirt, Manuel Mazzoni | ESPNU |
| 10 juillet | Rapport | Score par quart-temps : 21-26, 29-20, 15-14, 19-16   |                                                 |                                                   |  | Cox Pavilion, Paradise, Nevada Arbitres : Angelica Suffren, Ben Stirt, Manuel Mazzoni | ESPNU |
| 10 juillet | Rapport | Peyton Watson, 19 Jack White, 15 Collin Gillespie, 6 | Points Rebonds Passes d.                        | RJ Nembhard, 19 Luke Travers, 7 Mobley, Agbaji, 3 |  | Cox Pavilion, Paradise, Nevada Arbitres : Angelica Suffren, Ben Stirt, Manuel Mazzoni | ESPNU |

| 10 juillet | Rapport | Warriors de Golden State 86, Spurs de San Antonio 85    | Warriors de Golden State 86, Spurs de San Antonio 85 | Warriors de Golden State 86, Spurs de San Antonio 85 |  | Thomas & Mack Center, Paradise, Nevada Arbitres : ShaRae Mitchell, Klajdi Mulla, Grant Todey | NBA TV |
| 10 juillet | Rapport | Score par quart-temps : 24-23, 10-25, 27-20, 25-17      |                                                      |                                                      |  | Thomas & Mack Center, Paradise, Nevada Arbitres : ShaRae Mitchell, Klajdi Mulla, Grant Todey | NBA TV |
| 10 juillet | Rapport | Jonathan Kuminga, 28 Jonathan Kuminga, 7 Mac McClung, 6 | Points Rebonds Passes d.                             | Blake Wesley, 22 Darius Days, 12 Joshua Primo, 4     |  | Thomas & Mack Center, Paradise, Nevada Arbitres : ShaRae Mitchell, Klajdi Mulla, Grant Todey | NBA TV |

| 10 juillet | Rapport | Timberwolves du Minnesota 63, Grizzlies de Memphis 70       | Timberwolves du Minnesota 63, Grizzlies de Memphis 70 | Timberwolves du Minnesota 63, Grizzlies de Memphis 70       |  | Cox Pavilion, Paradise, Nevada Arbitres : Ryan Sassano, Kelsey Reynolds, Yohan Rosso | ESPNU |
| 10 juillet | Rapport | Score par quart-temps : 17-21, 14-10, 15-16, 17-23          |                                                       |                                                             |  | Cox Pavilion, Paradise, Nevada Arbitres : Ryan Sassano, Kelsey Reynolds, Yohan Rosso | ESPNU |
| 10 juillet | Rapport | Kevon Harris, 17 David McCormack (en), 9 Moore, Spagnolo, 2 | Points Rebonds Passes d.                              | Santi Aldama, 22 Kenneth Lofton Jr., 10 Kennedy Chandler, 4 |  | Cox Pavilion, Paradise, Nevada Arbitres : Ryan Sassano, Kelsey Reynolds, Yohan Rosso | ESPNU |

| 10 juillet | Rapport | Hornets de Charlotte 89, Lakers de Los Angeles 86                 | Hornets de Charlotte 89, Lakers de Los Angeles 86 | Hornets de Charlotte 89, Lakers de Los Angeles 86     | OT | Thomas & Mack Center, Paradise, Nevada Arbitres : Angel Kent, Josh Wilson, Martins Kozlovkis | NBA TV |
| 10 juillet | Rapport | Score par quart-temps : 18-31, 25-17, 17-15, 21-18, OT : 5-5, 3-0 |                                                   |                                                       | OT | Thomas & Mack Center, Paradise, Nevada Arbitres : Angel Kent, Josh Wilson, Martins Kozlovkis | NBA TV |
| 10 juillet | Rapport | Ty-Shon Alexander, 22 Richards, Figueroa, 9 Ty-Shon Alexander, 6  | Points Rebonds Passes d.                          | Cole Swider, 21 Trois joueurs, 7 Scotty Pippen Jr., 7 | OT | Thomas & Mack Center, Paradise, Nevada Arbitres : Angel Kent, Josh Wilson, Martins Kozlovkis | NBA TV |

#### Jour 5
| 11 juillet | Rapport | Pelicans de La Nouvelle-Orléans 101, Hawks d'Atlanta 73 | Pelicans de La Nouvelle-Orléans 101, Hawks d'Atlanta 73 | Pelicans de La Nouvelle-Orléans 101, Hawks d'Atlanta 73 |  | Cox Pavilion, Paradise, Nevada Arbitres : Tyler Mirkovich, Ian McClenny, Grant Todey | NBA TV |
| 11 juillet | Rapport | Score par quart-temps : 27-20, 26-17, 14-20, 34-16      |                                                         |                                                         |  | Cox Pavilion, Paradise, Nevada Arbitres : Tyler Mirkovich, Ian McClenny, Grant Todey | NBA TV |
| 11 juillet | Rapport | Trey Murphy III, 30 Tyrique Jones, 9 Jared Harper, 7    | Points Rebonds Passes d.                                | Brown, Tillman, 14 James Akinjo, 5                      |  | Cox Pavilion, Paradise, Nevada Arbitres : Tyler Mirkovich, Ian McClenny, Grant Todey | NBA TV |

| 11 juillet | Rapport | Rockets de Houston 97, Spurs de San Antonio 84     | Rockets de Houston 97, Spurs de San Antonio 84 | Rockets de Houston 97, Spurs de San Antonio 84     |  | Thomas & Mack Center, Paradise, Nevada Arbitres : Brent Haskill, Cameron Gelinas, Boris Krejic | ESPN |
| 11 juillet | Rapport | Score par quart-temps : 19-20, 27-34, 21-11, 30-19 |                                                |                                                    |  | Thomas & Mack Center, Paradise, Nevada Arbitres : Brent Haskill, Cameron Gelinas, Boris Krejic | ESPN |
| 11 juillet | Rapport | Tari Eason, 22 Tari Eason, 11 Daishen Nix, 6       | Points Rebonds Passes d.                       | Malaki Branham, 20 Darius Days, 11 Blake Wesley, 4 |  | Thomas & Mack Center, Paradise, Nevada Arbitres : Brent Haskill, Cameron Gelinas, Boris Krejic | ESPN |

| 11 juillet | Rapport | Bucks de Milwaukee 109, Celtics de Boston 111                           | Bucks de Milwaukee 109, Celtics de Boston 111 | Bucks de Milwaukee 109, Celtics de Boston 111     |  | Cox Pavilion, Paradise, Nevada Arbitres : J.D. Ralls, Omar Bermudez, Roberto Vazquez | NBA TV |
| 11 juillet | Rapport | Score par quart-temps : 24-22, 20-30, 39-28, 26-31                      |                                               |                                                   |  | Cox Pavilion, Paradise, Nevada Arbitres : J.D. Ralls, Omar Bermudez, Roberto Vazquez | NBA TV |
| 11 juillet | Rapport | Sandro Mamukelashvili, 28 Sandro Mamukelashvili, 9 Lindell Wigginton, 5 | Points Rebonds Passes d.                      | Matt Ryan, 23 Mfiondu Kabengele, 11 JD Davison, 6 |  | Cox Pavilion, Paradise, Nevada Arbitres : J.D. Ralls, Omar Bermudez, Roberto Vazquez | NBA TV |

| 11 juillet | Rapport | Magic d'Orlando 81, Thunder d'Oklahoma City 84       | Magic d'Orlando 81, Thunder d'Oklahoma City 84 | Magic d'Orlando 81, Thunder d'Oklahoma City 84     |  | Thomas & Mack Center, Paradise, Nevada Arbitres : Grant Detrick, Julian McFadden, Yohan Rosso | ESPN |
| 11 juillet | Rapport | Score par quart-temps : 14-31, 24-16, 22-21, 21-16   |                                                |                                                    |  | Thomas & Mack Center, Paradise, Nevada Arbitres : Grant Detrick, Julian McFadden, Yohan Rosso | ESPN |
| 11 juillet | Rapport | Justin James, 16 Emanuel Terry, 14 Zavier Simpson, 7 | Points Rebonds Passes d.                       | Chet Holmgren, 16 Chet Holmgren, 10 Josh Giddey, 8 |  | Thomas & Mack Center, Paradise, Nevada Arbitres : Grant Detrick, Julian McFadden, Yohan Rosso | ESPN |

| 11 juillet | Rapport | Mavericks de Dallas 82, Jazz de l'Utah 83          | Mavericks de Dallas 82, Jazz de l'Utah 83 | Mavericks de Dallas 82, Jazz de l'Utah 83      |  | Cox Pavilion, Paradise, Nevada Arbitres : Pat OConnell, Jason Alabanza, Gytis Vilius | NBA TV |
| 11 juillet | Rapport | Score par quart-temps : 17-12, 23-30, 18-24, 24-17 |                                           |                                                |  | Cox Pavilion, Paradise, Nevada Arbitres : Pat OConnell, Jason Alabanza, Gytis Vilius | NBA TV |
| 11 juillet | Rapport | Jerrick Harding, 18 A.J. Lawson, 12 Jaden Hardy, 5 | Points Rebonds Passes d.                  | Tacko Fall, 12 Tacko Fall, 15 Jared Butler, 10 |  | Cox Pavilion, Paradise, Nevada Arbitres : Pat OConnell, Jason Alabanza, Gytis Vilius | NBA TV |

| 11 juillet | Rapport | Knicks de New York 77, Trail Blazers de Portland 88  | Knicks de New York 77, Trail Blazers de Portland 88 | Knicks de New York 77, Trail Blazers de Portland 88        |  | Thomas & Mack Center, Paradise, Nevada Arbitres : Robert Hussey, Italo Araujo, Cheryl Flores, Richard Jefferson | ESPN2 |
| 11 juillet | Rapport | Score par quart-temps : 24-9, 12-28, 21-22, 20-29    |                                                     |                                                            |  | Thomas & Mack Center, Paradise, Nevada Arbitres : Robert Hussey, Italo Araujo, Cheryl Flores, Richard Jefferson | ESPN2 |
| 11 juillet | Rapport | Quentin Grimes, 24 Jericho Sims, 11 Trois joueurs, 4 | Points Rebonds Passes d.                            | Trendon Watford, 18 Jabari Walker, 13 Williams, Johnson, 4 |  | Thomas & Mack Center, Paradise, Nevada Arbitres : Robert Hussey, Italo Araujo, Cheryl Flores, Richard Jefferson | ESPN2 |

#### Jour 6
| 12 juillet | Rapport | Bulls de Chicago 93, Raptors de Toronto 83         | Bulls de Chicago 93, Raptors de Toronto 83 | Bulls de Chicago 93, Raptors de Toronto 83         |  | Thomas & Mack Center, Paradise, Nevada Arbitres : Clare Aubry, Kevin Fahy, Manuel Mazzoni | NBA TV |
| 12 juillet | Rapport | Score par quart-temps : 24-19, 28-18, 29-18, 13-28 |                                            |                                                    |  | Thomas & Mack Center, Paradise, Nevada Arbitres : Clare Aubry, Kevin Fahy, Manuel Mazzoni | NBA TV |
| 12 juillet | Rapport | Carlik Jones, 17 Makur Maker, 6 Carlik Jones, 5    | Points Rebonds Passes d.                   | Dalano Banton, 18 D. J. Wilson, 5 Dalano Banton, 5 |  | Thomas & Mack Center, Paradise, Nevada Arbitres : Clare Aubry, Kevin Fahy, Manuel Mazzoni | NBA TV |

| 12 juillet | Rapport | Grizzlies de Memphis 120, Nets de Brooklyn 84       | Grizzlies de Memphis 120, Nets de Brooklyn 84 | Grizzlies de Memphis 120, Nets de Brooklyn 84          |  | Cox Pavilion, Paradise, Nevada Arbitres : Dannica Mosher, Chelisa Painter, Jean Ruhamiriza | ESPN2 |
| 12 juillet | Rapport | Score par quart-temps : 34-22, 31-19, 23-26, 32-17  |                                               |                                                        |  | Cox Pavilion, Paradise, Nevada Arbitres : Dannica Mosher, Chelisa Painter, Jean Ruhamiriza | ESPN2 |
| 12 juillet | Rapport | Santi Aldama, 31 Santi Aldama, 9 Ziaire Williams, 8 | Points Rebonds Passes d.                      | Cameron Thomas, 29 Day'Ron Sharpe, 9 David Duke Jr., 4 |  | Cox Pavilion, Paradise, Nevada Arbitres : Dannica Mosher, Chelisa Painter, Jean Ruhamiriza | ESPN2 |

| 12 juillet | Rapport | Hawks d'Atlanta 95, Heat de Miami 88               | Hawks d'Atlanta 95, Heat de Miami 88 | Hawks d'Atlanta 95, Heat de Miami 88                   |  | Thomas & Mack Center, Paradise, Nevada Arbitres : Cheryl Flores, Hortencia Sanchez-Carrizales, Kaz Beverly, Erik Aellig | NBA TV |
| 12 juillet | Rapport | Score par quart-temps : 23-17, 26-27, 28-21, 18-23 |                                      |                                                        |  | Thomas & Mack Center, Paradise, Nevada Arbitres : Cheryl Flores, Hortencia Sanchez-Carrizales, Kaz Beverly, Erik Aellig | NBA TV |
| 12 juillet | Rapport | Tyrese Martin, 21 Joël Ayayi, 8 Sharife Cooper, 9  | Points Rebonds Passes d.             | Javonte Smart, 19 Orlando Robinson, 6 Javonte Smart, 3 |  | Thomas & Mack Center, Paradise, Nevada Arbitres : Cheryl Flores, Hortencia Sanchez-Carrizales, Kaz Beverly, Erik Aellig | NBA TV |

| 12 juillet | Rapport | Celtics de Boston 103, Warriors de Golden State 92     | Celtics de Boston 103, Warriors de Golden State 92 | Celtics de Boston 103, Warriors de Golden State 92 |  | Cox Pavilion, Paradise, Nevada Arbitres : Angel Kent, Cameron Garber, Ryan Johnson | ESPN |
| 12 juillet | Rapport | Score par quart-temps : 38-18, 26-26, 21-25, 18-23     |                                                    |                                                    |  | Cox Pavilion, Paradise, Nevada Arbitres : Angel Kent, Cameron Garber, Ryan Johnson | ESPN |
| 12 juillet | Rapport | Justin Jackson, 24 Mfiondu Kabengele, 13 JD Davison, 9 | Points Rebonds Passes d.                           | Jonathan Kuminga, 29 Gui Santos, 8 Mac McClung, 5  |  | Cox Pavilion, Paradise, Nevada Arbitres : Angel Kent, Cameron Garber, Ryan Johnson | ESPN |

| 12 juillet | Rapport | Pistons de Détroit 87, Pacers de l'Indiana 101     | Pistons de Détroit 87, Pacers de l'Indiana 101 | Pistons de Détroit 87, Pacers de l'Indiana 101          |  | Thomas & Mack Center, Paradise, Nevada Arbitres : Tyler Ricks, Intae Hwang, Catherine Chang | NBA TV |
| 12 juillet | Rapport | Score par quart-temps : 11-25, 19-27, 24-26, 33-23 |                                                |                                                         |  | Thomas & Mack Center, Paradise, Nevada Arbitres : Tyler Ricks, Intae Hwang, Catherine Chang | NBA TV |
| 12 juillet | Rapport | Buddy Boeheim, 18 Braxton Key, 5 Charlie Moore, 5  | Points Rebonds Passes d.                       | Bennedict Mathurin, 20 Terry Taylor, 9 Kendall Brown, 4 |  | Thomas & Mack Center, Paradise, Nevada Arbitres : Tyler Ricks, Intae Hwang, Catherine Chang | NBA TV |

| 12 juillet | Rapport | Suns de Phoenix 105, Mavericks de Dallas 78         | Suns de Phoenix 105, Mavericks de Dallas 78 | Suns de Phoenix 105, Mavericks de Dallas 78         |  | Cox Pavilion, Paradise, Nevada Arbitres : Ryan Sassano, Teresa Stuck, Lauren Niemiera | NBA TV |
| 12 juillet | Rapport | Score par quart-temps : 26-13, 21-12, 29-22, 29-31  |                                             |                                                     |  | Cox Pavilion, Paradise, Nevada Arbitres : Ryan Sassano, Teresa Stuck, Lauren Niemiera | NBA TV |
| 12 juillet | Rapport | Louis King, 14 King, Sarr, 10 McKinley Wright IV, 5 | Points Rebonds Passes d.                    | Jerrick Harding, 20 Kur Kuath, 7 Pajola, Harding, 5 |  | Cox Pavilion, Paradise, Nevada Arbitres : Ryan Sassano, Teresa Stuck, Lauren Niemiera | NBA TV |

| 12 juillet | Rapport | Lakers de Los Angeles 83, Clippers de Los Angeles 72 | Lakers de Los Angeles 83, Clippers de Los Angeles 72 | Lakers de Los Angeles 83, Clippers de Los Angeles 72        |  | Thomas & Mack Center, Paradise, Nevada Arbitres : Kristyne Esparza, Julian Scott, Nate Cearley | ESPN |
| 12 juillet | Rapport | Score par quart-temps : 19-27, 24-19, 19-16, 21-10   |                                                      |                                                             |  | Thomas & Mack Center, Paradise, Nevada Arbitres : Kristyne Esparza, Julian Scott, Nate Cearley | ESPN |
| 12 juillet | Rapport | Mason Jones, 15 Mason Jones, 10 Pippen Jr., Jones, 4 | Points Rebonds Passes d.                             | Boston Jr., Scrubb, 15 Brandon Boston Jr., 9 Xavier Moon, 5 |  | Thomas & Mack Center, Paradise, Nevada Arbitres : Kristyne Esparza, Julian Scott, Nate Cearley | ESPN |

#### Jour 7
| 13 juillet | Rapport | Timberwolves du Minnesota 75, Bucks de Milwaukee 87 | Timberwolves du Minnesota 75, Bucks de Milwaukee 87 | Timberwolves du Minnesota 75, Bucks de Milwaukee 87                      |  | Thomas & Mack Center, Paradise, Nevada Arbitres : Pat OConnell, Kevin Fahy, Sarah Williams, Gina Cross | NBA TV |
| 13 juillet | Rapport | Score par quart-temps : 18-21, 21-20, 24-24, 12-22  |                                                     |                                                                          |  | Thomas & Mack Center, Paradise, Nevada Arbitres : Pat OConnell, Kevin Fahy, Sarah Williams, Gina Cross | NBA TV |
| 13 juillet | Rapport | Kevon Harris, 16 Josh Minott, 11 Harris, Shayok, 4  | Points Rebonds Passes d.                            | Sandro Mamukelashvili, 18 Sandro Mamukelashvili, 15 Lindell Wigginton, 6 |  | Thomas & Mack Center, Paradise, Nevada Arbitres : Pat OConnell, Kevin Fahy, Sarah Williams, Gina Cross | NBA TV |

| 13 juillet | Rapport | Cavaliers de Cleveland 80, Hornets de Charlotte 91 | Cavaliers de Cleveland 80, Hornets de Charlotte 91 | Cavaliers de Cleveland 80, Hornets de Charlotte 91    |  | Cox Pavilion, Paradise, Nevada Arbitres : Ashley Gloss, Nate Anderson, Bobby Bissant | ESPNU |
| 13 juillet | Rapport | Score par quart-temps : 18-19, 26-27, 19-29, 17-16 |                                                    |                                                       |  | Cox Pavilion, Paradise, Nevada Arbitres : Ashley Gloss, Nate Anderson, Bobby Bissant | ESPNU |
| 13 juillet | Rapport | Ochai Agbaji, 24 Isaiah Mobley, 11 RJ Nembhard, 5  | Points Rebonds Passes d.                           | Bryce McGowens, 24 Mark Williams, 8 Jalen Crutcher, 7 |  | Cox Pavilion, Paradise, Nevada Arbitres : Ashley Gloss, Nate Anderson, Bobby Bissant | ESPNU |

| 13 juillet | Rapport | Wizards de Washington 88, Pelicans de La Nouvelle-Orléans 106 | Wizards de Washington 88, Pelicans de La Nouvelle-Orléans 106 | Wizards de Washington 88, Pelicans de La Nouvelle-Orléans 106 |  | Thomas & Mack Center, Paradise, Nevada Arbitres : Paul Tuomey, Jacob Barnett, Gerda Gatling, Leah Lanie | NBA TV |
| 13 juillet | Rapport | Score par quart-temps : 29-22, 20-24, 15-28, 24-32            |                                                               |                                                               |  | Thomas & Mack Center, Paradise, Nevada Arbitres : Paul Tuomey, Jacob Barnett, Gerda Gatling, Leah Lanie | NBA TV |
| 13 juillet | Rapport | Carey Jr., Hall, 11 Trois joueurs, 4 Pierriá Henry, 7         | Points Rebonds Passes d.                                      | Deividas Sirvydis, 25 Tyrique Jones, 15 Jared Harper, 6       |  | Thomas & Mack Center, Paradise, Nevada Arbitres : Paul Tuomey, Jacob Barnett, Gerda Gatling, Leah Lanie | NBA TV |

| 13 juillet | Rapport | Raptors de Toronto 80, Jazz de l'Utah 74           | Raptors de Toronto 80, Jazz de l'Utah 74 | Raptors de Toronto 80, Jazz de l'Utah 74              |  | Cox Pavilion, Paradise, Nevada Arbitres : Brent Haskill, Intae Hwang, Italo Araujo | ESPNU |
| 13 juillet | Rapport | Score par quart-temps : 24-12, 22-18, 15-15, 19-29 |                                          |                                                       |  | Cox Pavilion, Paradise, Nevada Arbitres : Brent Haskill, Intae Hwang, Italo Araujo | ESPNU |
| 13 juillet | Rapport | D. J. Wilson, 22 D. J. Wilson, 9 Dalano Banton, 4  | Points Rebonds Passes d.                 | Jared Butler, 12 Caboclo, Cockburn, 9 Jared Butler, 6 |  | Cox Pavilion, Paradise, Nevada Arbitres : Brent Haskill, Intae Hwang, Italo Araujo | ESPNU |

| 13 juillet | Rapport | Kings de Sacramento 80, Thunder d'Oklahoma City 86   | Kings de Sacramento 80, Thunder d'Oklahoma City 86 | Kings de Sacramento 80, Thunder d'Oklahoma City 86 |  | Thomas & Mack Center, Paradise, Nevada Arbitres : Robert Hussey, Blanca Burns, Rachael Rayford, Gina Catanzariti | NBA TV |
| 13 juillet | Rapport | Score par quart-temps : 19-15, 13-29, 21-24, 27-18   |                                                    |                                                    |  | Thomas & Mack Center, Paradise, Nevada Arbitres : Robert Hussey, Blanca Burns, Rachael Rayford, Gina Catanzariti | NBA TV |
| 13 juillet | Rapport | Keegan Murray, 29 Jared Rhoden, 8 Frankie Ferrari, 7 | Points Rebonds Passes d.                           | Tre Mann, 15 Dieng, Jay. Williams, 7 Tre Mann, 7   |  | Thomas & Mack Center, Paradise, Nevada Arbitres : Robert Hussey, Blanca Burns, Rachael Rayford, Gina Catanzariti | NBA TV |

| 13 juillet | Rapport | Heat de Miami 71, 76ers de Philadelphie 75              | Heat de Miami 71, 76ers de Philadelphie 75 | Heat de Miami 71, 76ers de Philadelphie 75              |  | Cox Pavilion, Paradise, Nevada Arbitres : Jenna Reneau, Matt Rafferty, Erik Aellig | ESPNU |
| 13 juillet | Rapport | Score par quart-temps : 18-17, 16-15, 20-24, 17-19      |                                            |                                                         |  | Cox Pavilion, Paradise, Nevada Arbitres : Jenna Reneau, Matt Rafferty, Erik Aellig | ESPNU |
| 13 juillet | Rapport | Javonte Smart, 20 Orlando Robinson, 10 Javonte Smart, 4 | Points Rebonds Passes d.                   | Trevelin Queen, 16 Malik Ellison, 10 Cassius Winston, 7 |  | Cox Pavilion, Paradise, Nevada Arbitres : Jenna Reneau, Matt Rafferty, Erik Aellig | ESPNU |

| 13 juillet | Rapport | Nuggets de Denver 80, Clippers de Los Angeles 75         | Nuggets de Denver 80, Clippers de Los Angeles 75 | Nuggets de Denver 80, Clippers de Los Angeles 75    |  | Thomas & Mack Center, Paradise, Nevada Arbitres : Biniam Maru, Kelsey Reynolds, Kenny Gardner | NBA TV |
| 13 juillet | Rapport | Score par quart-temps : 21-14, 22-17, 19-22, 18-22       |                                                  |                                                     |  | Thomas & Mack Center, Paradise, Nevada Arbitres : Biniam Maru, Kelsey Reynolds, Kenny Gardner | NBA TV |
| 13 juillet | Rapport | Matt Mitchell, 17 Christian Braun, 12 Christian Braun, 5 | Points Rebonds Passes d.                         | Jay Scrubb, 18 Jarrell Brantley, 8 Jason Preston, 6 |  | Thomas & Mack Center, Paradise, Nevada Arbitres : Biniam Maru, Kelsey Reynolds, Kenny Gardner | NBA TV |

#### Jour 8
| 14 juillet | Rapport | Hawks d'Atlanta 87, Spurs de San Antonio 86        | Hawks d'Atlanta 87, Spurs de San Antonio 86 | Hawks d'Atlanta 87, Spurs de San Antonio 86      |  | Cox Pavilion, Paradise, Nevada Arbitres : Angel Kent, Teresa Stuck, Ryan Johnson | ESPN2 |
| 14 juillet | Rapport | Score par quart-temps : 20-21, 16-28, 25-21, 26-16 |                                             |                                                  |  | Cox Pavilion, Paradise, Nevada Arbitres : Angel Kent, Teresa Stuck, Ryan Johnson | ESPN2 |
| 14 juillet | Rapport | Tyson Etienne, 21 Joël Ayayi, 11 Joël Ayayi, 5     | Points Rebonds Passes d.                    | Blake Wesley, 20 Josh Carlton, 9 Blake Wesley, 6 |  | Cox Pavilion, Paradise, Nevada Arbitres : Angel Kent, Teresa Stuck, Ryan Johnson | ESPN2 |

| 14 juillet | Rapport | Grizzlies de Memphis 91, Celtics de Boston 108              | Grizzlies de Memphis 91, Celtics de Boston 108 | Grizzlies de Memphis 91, Celtics de Boston 108     |  | Thomas & Mack Center, Paradise, Nevada Arbitres : Tyler Ricks, Marcy Williams, Kaz Beverly | NBA TV |
| 14 juillet | Rapport | Score par quart-temps : 16-24, 23-27, 24-28, 28-29          |                                                |                                                    |  | Thomas & Mack Center, Paradise, Nevada Arbitres : Tyler Ricks, Marcy Williams, Kaz Beverly | NBA TV |
| 14 juillet | Rapport | Ziaire Williams, 21 Ziaire Williams, 7 Kennedy Chandler, 10 | Points Rebonds Passes d.                       | JD Davison, 28 Trevion Williams, 11 JD Davison, 10 |  | Thomas & Mack Center, Paradise, Nevada Arbitres : Tyler Ricks, Marcy Williams, Kaz Beverly | NBA TV |

| 14 juillet | Rapport | Bulls de Chicago 89, Hornets de Charlotte 73        | Bulls de Chicago 89, Hornets de Charlotte 73 | Bulls de Chicago 89, Hornets de Charlotte 73   |  | Cox Pavilion, Paradise, Nevada Arbitres : Matt Kallio, Lauren Niemiera, Sarah Williams | ESPN2 |
| 14 juillet | Rapport | Score par quart-temps : 20-14, 22-10, 25-23, 22-26  |                                              |                                                |  | Cox Pavilion, Paradise, Nevada Arbitres : Matt Kallio, Lauren Niemiera, Sarah Williams | ESPN2 |
| 14 juillet | Rapport | Dalen Terry, 20 Marko Simonović, 13 Carlik Jones, 6 | Points Rebonds Passes d.                     | Bryce McGowens, 15 JT Thor, 9 Mark Williams, 4 |  | Cox Pavilion, Paradise, Nevada Arbitres : Matt Kallio, Lauren Niemiera, Sarah Williams | ESPN2 |

| 14 juillet | Rapport | Cavaliers de Cleveland 82, Pistons de Détroit 79   | Cavaliers de Cleveland 82, Pistons de Détroit 79 | Cavaliers de Cleveland 82, Pistons de Détroit 79       |  | Thomas & Mack Center, Paradise, Nevada Arbitres : Isaac Barnett, Julian Scott, Stephanie Barksdale | NBA TV |
| 14 juillet | Rapport | Score par quart-temps : 28-13, 17-13, 15-23, 22-30 |                                                  |                                                        |  | Thomas & Mack Center, Paradise, Nevada Arbitres : Isaac Barnett, Julian Scott, Stephanie Barksdale | NBA TV |
| 14 juillet | Rapport | Cameron Young, 15 Ochai Agbaji, 7 RJ Nembhard, 4   | Points Rebonds Passes d.                         | Jules Bernard, 14 Balša Koprivica, 10 Charlie Moore, 7 |  | Thomas & Mack Center, Paradise, Nevada Arbitres : Isaac Barnett, Julian Scott, Stephanie Barksdale | NBA TV |

| 14 juillet | Rapport | Mavericks de Dallas 89, Bucks de Milwaukee 100       | Mavericks de Dallas 89, Bucks de Milwaukee 100 | Mavericks de Dallas 89, Bucks de Milwaukee 100          |  | Cox Pavilion, Paradise, Nevada Arbitres : Charles Watson, Shante Anderson, Gina Cross | ESPNU |
| 14 juillet | Rapport | Score par quart-temps : 28-17, 14-25, 18-31, 29-27   |                                                |                                                         |  | Cox Pavilion, Paradise, Nevada Arbitres : Charles Watson, Shante Anderson, Gina Cross | ESPNU |
| 14 juillet | Rapport | Moses Wright, 26 Moses Wright, 11 Jerrick Harding, 5 | Points Rebonds Passes d.                       | Lindell Wigginton, 25 Rayjon Tucker, 8 Trois joueurs, 4 |  | Cox Pavilion, Paradise, Nevada Arbitres : Charles Watson, Shante Anderson, Gina Cross | ESPNU |

| 14 juillet | Rapport | Knicks de New York 102, Magic d'Orlando 89          | Knicks de New York 102, Magic d'Orlando 89 | Knicks de New York 102, Magic d'Orlando 89          |  | Thomas & Mack Center, Paradise, Nevada Arbitres : ShaRae Mitchell, Ian McClenny, Jason Alabanza | NBA TV |
| 14 juillet | Rapport | Score par quart-temps : 27-17, 18-21, 29-29, 28-22  |                                            |                                                     |  | Thomas & Mack Center, Paradise, Nevada Arbitres : ShaRae Mitchell, Ian McClenny, Jason Alabanza | NBA TV |
| 14 juillet | Rapport | Miles McBride, 23 Jericho Sims, 10 Miles McBride, 5 | Points Rebonds Passes d.                   | Tommy Kuhse, 25 Simpson, Terry, 6 Zavier Simpson, 9 |  | Thomas & Mack Center, Paradise, Nevada Arbitres : ShaRae Mitchell, Ian McClenny, Jason Alabanza | NBA TV |

| 14 juillet | Rapport | Nets de Brooklyn 102, Timberwolves du Minnesota 83      | Nets de Brooklyn 102, Timberwolves du Minnesota 83 | Nets de Brooklyn 102, Timberwolves du Minnesota 83 |  | Cox Pavilion, Paradise, Nevada Arbitres : Jenna Reneau, Ben Stirt, Kristyne Esparza | ESPNU |
| 14 juillet | Rapport | Score par quart-temps : 25-20, 30-22, 24-25, 23-16      |                                                    |                                                    |  | Cox Pavilion, Paradise, Nevada Arbitres : Jenna Reneau, Ben Stirt, Kristyne Esparza | ESPNU |
| 14 juillet | Rapport | Cameron Thomas, 26 Day'Ron Sharpe, 10 David Duke Jr., 6 | Points Rebonds Passes d.                           | Wendell Moore, 16 Josh Minott, 12 Wendell Moore, 5 |  | Cox Pavilion, Paradise, Nevada Arbitres : Jenna Reneau, Ben Stirt, Kristyne Esparza | ESPNU |

| 14 juillet | Rapport | Trail Blazers de Portland 85, Rockets de Houston 77     | Trail Blazers de Portland 85, Rockets de Houston 77 | Trail Blazers de Portland 85, Rockets de Houston 77          |  | Thomas & Mack Center, Paradise, Nevada Arbitres : Blanca Burns, Maripier Malo, Cameron Garber | NBA TV |
| 14 juillet | Rapport | Score par quart-temps : 14-28, 22-13, 27-13, 22-23      |                                                     |                                                              |  | Thomas & Mack Center, Paradise, Nevada Arbitres : Blanca Burns, Maripier Malo, Cameron Garber | NBA TV |
| 14 juillet | Rapport | Keon Johnson, 25 Watford, Walker, 9 Brandon Williams, 6 | Points Rebonds Passes d.                            | Jabari Smith Jr., 19 Jabari Smith Jr., 10 TyTy Washington, 6 |  | Thomas & Mack Center, Paradise, Nevada Arbitres : Blanca Burns, Maripier Malo, Cameron Garber | NBA TV |

#### Jour 9
| 15 juillet | Rapport | Clippers de Los Angeles 82, Jazz de l'Utah 65               | Clippers de Los Angeles 82, Jazz de l'Utah 65 | Clippers de Los Angeles 82, Jazz de l'Utah 65        |  | Thomas & Mack Center, Paradise, Nevada Arbitres : Ashley Gloss, Josh Wilson, Jacob Barnett | ESPN2 |
| 15 juillet | Rapport | Score par quart-temps : 23-16, 16-21, 11-19, 32-9           |                                               |                                                      |  | Thomas & Mack Center, Paradise, Nevada Arbitres : Ashley Gloss, Josh Wilson, Jacob Barnett | ESPN2 |
| 15 juillet | Rapport | Brandon Boston Jr., 22 Brandon Boston Jr., 8 Xavier Moon, 6 | Points Rebonds Passes d.                      | Leandro Bolmaro, 19 Tacko Fall, 9 Justin Robinson, 7 |  | Thomas & Mack Center, Paradise, Nevada Arbitres : Ashley Gloss, Josh Wilson, Jacob Barnett | ESPN2 |

| 15 juillet | Rapport | 76ers de Philadelphie 97, Nuggets de Denver 71          | 76ers de Philadelphie 97, Nuggets de Denver 71 | 76ers de Philadelphie 97, Nuggets de Denver 71         |  | Cox Pavilion, Paradise, Nevada Arbitres : Agon Abazi, Klajdi Mulla, Rachael Rayford | NBA TV |
| 15 juillet | Rapport | Score par quart-temps : 22-9, 26-18, 25-16, 24-28       |                                                |                                                        |  | Cox Pavilion, Paradise, Nevada Arbitres : Agon Abazi, Klajdi Mulla, Rachael Rayford | NBA TV |
| 15 juillet | Rapport | Grant Riller, 18 Smith, Foster Jr., 8 Trevelin Queen, 5 | Points Rebonds Passes d.                       | Christian Braun, 11 Christian Braun, 6 Braun, Wills, 6 |  | Cox Pavilion, Paradise, Nevada Arbitres : Agon Abazi, Klajdi Mulla, Rachael Rayford | NBA TV |

| 15 juillet | Rapport | Thunder d'Oklahoma City 90, Warriors de Golden State 82                 | Thunder d'Oklahoma City 90, Warriors de Golden State 82 | Thunder d'Oklahoma City 90, Warriors de Golden State 82       |  | Thomas & Mack Center, Paradise, Nevada Arbitres : Paul Tuomey, Catherine Chang, Gerda Gatling | ESPN |
| 15 juillet | Rapport | Score par quart-temps : 19-18, 24-19, 20-21, 27-24                      |                                                         |                                                               |  | Thomas & Mack Center, Paradise, Nevada Arbitres : Paul Tuomey, Catherine Chang, Gerda Gatling | ESPN |
| 15 juillet | Rapport | Jeremiah Robinson-Earl, 15 Jeremiah Robinson-Earl, 14 Jalen Williams, 6 | Points Rebonds Passes d.                                | Jonathan Kuminga, 16 Quiñones, Wiseman, 7 Jonathan Kuminga, 5 |  | Thomas & Mack Center, Paradise, Nevada Arbitres : Paul Tuomey, Catherine Chang, Gerda Gatling | ESPN |

| 15 juillet | Rapport | Kings de Sacramento 82, Suns de Phoenix 69         | Kings de Sacramento 82, Suns de Phoenix 69 | Kings de Sacramento 82, Suns de Phoenix 69                   |  | Cox Pavilion, Paradise, Nevada Arbitres : Robert Hussey, Ken Jones, Kenny Gardner | NBA TV |
| 15 juillet | Rapport | Score par quart-temps : 22-12, 30-24, 20-15, 10-18 |                                            |                                                              |  | Cox Pavilion, Paradise, Nevada Arbitres : Robert Hussey, Ken Jones, Kenny Gardner | NBA TV |
| 15 juillet | Rapport | Keegan Murray, 21 Murray, Murray, 10 Keon Ellis, 4 | Points Rebonds Passes d.                   | Ishmail Wainright, 13 Jo Lual-Acuil, 6 McKinley Wright IV, 8 |  | Cox Pavilion, Paradise, Nevada Arbitres : Robert Hussey, Ken Jones, Kenny Gardner | NBA TV |

| 15 juillet | Rapport | Pacers de l'Indiana 79, Wizards de Washington 97    | Pacers de l'Indiana 79, Wizards de Washington 97 | Pacers de l'Indiana 79, Wizards de Washington 97     |  | Thomas & Mack Center, Paradise, Nevada Arbitres : Clare Aubry, Grant Detrick, Leah Lanie | ESPN2 |
| 15 juillet | Rapport | Score par quart-temps : 17-16, 23-29, 22-35, 17-17  |                                                  |                                                      |  | Thomas & Mack Center, Paradise, Nevada Arbitres : Clare Aubry, Grant Detrick, Leah Lanie | ESPN2 |
| 15 juillet | Rapport | Kendall Brown, 14 Simi Shittu, 8 Andrew Nembhard, 9 | Points Rebonds Passes d.                         | Jordan Schakel, 21 Todd, Echenique, 8 Pat Spencer, 7 |  | Thomas & Mack Center, Paradise, Nevada Arbitres : Clare Aubry, Grant Detrick, Leah Lanie | ESPN2 |

| 15 juillet | Rapport | Heat de Miami 78, Raptors de Toronto 88                     | Heat de Miami 78, Raptors de Toronto 88 | Heat de Miami 78, Raptors de Toronto 88         |  | Cox Pavilion, Paradise, Nevada Arbitres : J.D. Ralls, Chelisa Painter, Bobby Bissant | NBA TV |
| 15 juillet | Rapport | Score par quart-temps : 18-20, 17-28, 14-22, 29-18          |                                         |                                                 |  | Cox Pavilion, Paradise, Nevada Arbitres : J.D. Ralls, Chelisa Painter, Bobby Bissant | NBA TV |
| 15 juillet | Rapport | Kyle Allman Jr., 17 Orlando Robinson, 11 Kyle Allman Jr., 4 | Points Rebonds Passes d.                | Dalano Banton, 18 Jeff Dowtin, 8 Jeff Dowtin, 5 |  | Cox Pavilion, Paradise, Nevada Arbitres : J.D. Ralls, Chelisa Painter, Bobby Bissant | NBA TV |

| 15 juillet | Rapport | Lakers de Los Angeles 102, Pelicans de La Nouvelle-Orléans 99 | Lakers de Los Angeles 102, Pelicans de La Nouvelle-Orléans 99 | Lakers de Los Angeles 102, Pelicans de La Nouvelle-Orléans 99 |  | Thomas & Mack Center, Paradise, Nevada Arbitres : Tyler Mirkovich, Kelsey Reynolds, Gina Catanzariti | ESPN2 |
| 15 juillet | Rapport | Score par quart-temps : 19-27, 33-17, 28-25, 22-25            |                                                               |                                                               |  | Thomas & Mack Center, Paradise, Nevada Arbitres : Tyler Mirkovich, Kelsey Reynolds, Gina Catanzariti | ESPN2 |
| 15 juillet | Rapport | Cole Swider, 21 Sacha Killeya-Jones, 9 Pippen Jr., McCoy, 7   | Points Rebonds Passes d.                                      | Jared Harper, 20 Tyrique Jones, 13 Petty Jr., Seabron, 6      |  | Thomas & Mack Center, Paradise, Nevada Arbitres : Tyler Mirkovich, Kelsey Reynolds, Gina Catanzariti | ESPN2 |

#### Tournoi de consolation
| 16 juillet | Rapport | Hawks d'Atlanta 90, Cavaliers de Cleveland 94      | Hawks d'Atlanta 90, Cavaliers de Cleveland 94 | Hawks d'Atlanta 90, Cavaliers de Cleveland 94    |  | Cox Pavilion, Paradise, Nevada Arbitres : Blanca Burns, Matt Rafferty, Kaitlyn Bunger | NBA TV |
| 16 juillet | Rapport | Score par quart-temps : 20-24, 20-20, 21-24, 29-26 |                                               |                                                  |  | Cox Pavilion, Paradise, Nevada Arbitres : Blanca Burns, Matt Rafferty, Kaitlyn Bunger | NBA TV |
| 16 juillet | Rapport | Tyrese Martin, 21 Grant Golden, 8 Tyrese Martin, 4 | Points Rebonds Passes d.                      | RJ Nembhard, 16 Isaiah Mobley, 10 RJ Nembhard, 6 |  | Cox Pavilion, Paradise, Nevada Arbitres : Blanca Burns, Matt Rafferty, Kaitlyn Bunger | NBA TV |

| 16 juillet | Rapport | Magic d'Orlando 86, Pistons de Détroit 102           | Magic d'Orlando 86, Pistons de Détroit 102 | Magic d'Orlando 86, Pistons de Détroit 102          |  | Thomas & Mack Center, Paradise, Nevada Arbitres : Biniam Maru, Nate Cearley, Shante Anderson | ESPNU |
| 16 juillet | Rapport | Score par quart-temps : 22-15, 19-25, 23-28, 22-34   |                                            |                                                     |  | Thomas & Mack Center, Paradise, Nevada Arbitres : Biniam Maru, Nate Cearley, Shante Anderson | ESPNU |
| 16 juillet | Rapport | Justin James, 18 James, Simpson, 5 Zavier Simpson, 5 | Points Rebonds Passes d.                   | Jules Bernard, 22 Jules Bernard, 9 Charlie Moore, 8 |  | Thomas & Mack Center, Paradise, Nevada Arbitres : Biniam Maru, Nate Cearley, Shante Anderson | ESPNU |

| 16 juillet | Rapport | Hornets de Charlotte 86, Timberwolves du Minnesota 89 | Hornets de Charlotte 86, Timberwolves du Minnesota 89 | Hornets de Charlotte 86, Timberwolves du Minnesota 89 |  | Cox Pavilion, Paradise, Nevada Arbitres : Jenna Reneau, Omar Bermudez, Jason Alabanza | NBA TV |
| 16 juillet | Rapport | Score par quart-temps : 21-18, 20-14, 18-31, 27-26    |                                                       |                                                       |  | Cox Pavilion, Paradise, Nevada Arbitres : Jenna Reneau, Omar Bermudez, Jason Alabanza | NBA TV |
| 16 juillet | Rapport | JT Thor, 28 Mark Williams, 7 Jalen Crutcher, 7        | Points Rebonds Passes d.                              | Kevon Harris, 23 Marial Shayok, 6 Marial Shayok, 10   |  | Cox Pavilion, Paradise, Nevada Arbitres : Jenna Reneau, Omar Bermudez, Jason Alabanza | NBA TV |

| 16 juillet | Rapport | Grizzlies de Memphis 87, Spurs de San Antonio 90                    | Grizzlies de Memphis 87, Spurs de San Antonio 90 | Grizzlies de Memphis 87, Spurs de San Antonio 90         |  | Thomas & Mack Center, Paradise, Nevada Arbitres : Brent Haskill, Intae Hwang, Lauren Niemiera | ESPN |
| 16 juillet | Rapport | Score par quart-temps : 22-17, 25-30, 12-21, 28-22                  |                                                  |                                                          |  | Thomas & Mack Center, Paradise, Nevada Arbitres : Brent Haskill, Intae Hwang, Lauren Niemiera | ESPN |
| 16 juillet | Rapport | Kenneth Lofton Jr., 27 Kenneth Lofton Jr., 12 Vince Williams Jr., 6 | Points Rebonds Passes d.                         | Malaki Branham, 23 Robert Woodard II, 10 Blake Wesley, 5 |  | Thomas & Mack Center, Paradise, Nevada Arbitres : Brent Haskill, Intae Hwang, Lauren Niemiera | ESPN |

| 16 juillet | Rapport | Bulls de Chicago 119, 76ers de Philadelphie 104        | Bulls de Chicago 119, 76ers de Philadelphie 104 | Bulls de Chicago 119, 76ers de Philadelphie 104     |  | Cox Pavilion, Paradise, Nevada Arbitres : Kelly Broomfield, Stephanie Barksdale, Ian McClenny | NBA TV |
| 16 juillet | Rapport | Score par quart-temps : 29-25, 29-23, 31-34, 30-22     |                                                 |                                                     |  | Cox Pavilion, Paradise, Nevada Arbitres : Kelly Broomfield, Stephanie Barksdale, Ian McClenny | NBA TV |
| 16 juillet | Rapport | Marko Simonović, 26 Marko Simonović, 8 Carlik Jones, 9 | Points Rebonds Passes d.                        | Charlie Brown, 21 Trevelin Queen, 6 Queen, Brown, 4 |  | Cox Pavilion, Paradise, Nevada Arbitres : Kelly Broomfield, Stephanie Barksdale, Ian McClenny | NBA TV |

| 16 juillet | Rapport | Nets de Brooklyn 102, Celtics de Boston 95              | Nets de Brooklyn 102, Celtics de Boston 95 | Nets de Brooklyn 102, Celtics de Boston 95            |  | Thomas & Mack Center, Paradise, Nevada Arbitres : Tyler Ricks, Ben Stirt, Maripier Malo | ESPN |
| 16 juillet | Rapport | Score par quart-temps : 23-22, 23-30, 26-17, 30-26      |                                            |                                                       |  | Thomas & Mack Center, Paradise, Nevada Arbitres : Tyler Ricks, Ben Stirt, Maripier Malo | ESPN |
| 16 juillet | Rapport | Cameron Thomas, 25 Day'Ron Sharpe, 10 Cameron Thomas, 6 | Points Rebonds Passes d.                   | Juhann Begarin, 25 Trevion Williams, 9 JD Davison, 10 |  | Thomas & Mack Center, Paradise, Nevada Arbitres : Tyler Ricks, Ben Stirt, Maripier Malo | ESPN |

| 16 juillet | Rapport | Rockets de Houston 81, Kings de Sacramento 92          | Rockets de Houston 81, Kings de Sacramento 92 | Rockets de Houston 81, Kings de Sacramento 92     |  | Cox Pavilion, Paradise, Nevada Arbitres : Pat OConnell, Marcy Williams, Josh Wilson | NBA TV |
| 16 juillet | Rapport | Score par quart-temps : 24-26, 15-19, 17-23, 25-24     |                                               |                                                   |  | Cox Pavilion, Paradise, Nevada Arbitres : Pat OConnell, Marcy Williams, Josh Wilson | NBA TV |
| 16 juillet | Rapport | Tari Eason, 19 Jabari Smith Jr., 12 TyTy Washington, 4 | Points Rebonds Passes d.                      | Jeriah Horne, 20 Jared Rhoden, 7 D. J. Steward, 4 |  | Cox Pavilion, Paradise, Nevada Arbitres : Pat OConnell, Marcy Williams, Josh Wilson | NBA TV |

| 16 juillet | Rapport | Lakers de Los Angeles 95, Mavericks de Dallas 84      | Lakers de Los Angeles 95, Mavericks de Dallas 84 | Lakers de Los Angeles 95, Mavericks de Dallas 84    |  | Thomas & Mack Center, Paradise, Nevada Arbitres : Julian Scott, Teresa Stuck, Catherine Chang | ESPN2 |
| 16 juillet | Rapport | Score par quart-temps : 26-16, 32-22, 19-26, 18-20    |                                                  |                                                     |  | Thomas & Mack Center, Paradise, Nevada Arbitres : Julian Scott, Teresa Stuck, Catherine Chang | ESPN2 |
| 16 juillet | Rapport | Cole Swider, 16 Christie, White Jr., 6 Huff, Jones, 4 | Points Rebonds Passes d.                         | A. J. Lawson, 19 Moses Wright, 6 Jerrick Harding, 5 |  | Thomas & Mack Center, Paradise, Nevada Arbitres : Julian Scott, Teresa Stuck, Catherine Chang | ESPN2 |

| 16 juillet | Rapport | Heat de Miami 86, Clippers de Los Angeles 83          | Heat de Miami 86, Clippers de Los Angeles 83 | Heat de Miami 86, Clippers de Los Angeles 83         |  | Cox Pavilion, Paradise, Nevada Arbitres : Agon Abazi, Ken Jones, Chelisa Painter | NBA TV |
| 16 juillet | Rapport | Score par quart-temps : 22-21, 15-20, 18-22, 31-20    |                                              |                                                      |  | Cox Pavilion, Paradise, Nevada Arbitres : Agon Abazi, Ken Jones, Chelisa Painter | NBA TV |
| 16 juillet | Rapport | Kyle Allman Jr., 26 Jamal Cain, 11 Kyle Allman Jr., 6 | Points Rebonds Passes d.                     | Trois joueurs, 16 Trois joueurs, 6 Keaton Wallace, 3 |  | Cox Pavilion, Paradise, Nevada Arbitres : Agon Abazi, Ken Jones, Chelisa Painter | NBA TV |

| 17 juillet | Rapport | Bucks de Milwaukee 69, Raptors de Toronto 80                        | Bucks de Milwaukee 69, Raptors de Toronto 80 | Bucks de Milwaukee 69, Raptors de Toronto 80   |  | Cox Pavilion, Paradise, Nevada Arbitres : Blanca Burns, Maripier Malo, Shante Anderson | NBA TV |
| 17 juillet | Rapport | Score par quart-temps : 16-18, 10-20, 15-21, 28-21                  |                                              |                                                |  | Cox Pavilion, Paradise, Nevada Arbitres : Blanca Burns, Maripier Malo, Shante Anderson | NBA TV |
| 17 juillet | Rapport | Lindell Wigginton, 11 Sandro Mamukelashvili, 9 Sylvain Francisco, 4 | Points Rebonds Passes d.                     | Abu Kigab, 15 Abu Kigab, 10 Vital, Barcello, 4 |  | Cox Pavilion, Paradise, Nevada Arbitres : Blanca Burns, Maripier Malo, Shante Anderson | NBA TV |

| 17 juillet | Rapport | Suns de Phoenix 84, Pacers de l'Indiana 69               | Suns de Phoenix 84, Pacers de l'Indiana 69 | Suns de Phoenix 84, Pacers de l'Indiana 69             |  | Thomas & Mack Center, Paradise, Nevada Arbitres : Clare Aubry, Stephanie Barksdale, Nate Anderson | ESPN2 |
| 17 juillet | Rapport | Score par quart-temps : 20-11, 14-19, 30-18, 20-21       |                                            |                                                        |  | Thomas & Mack Center, Paradise, Nevada Arbitres : Clare Aubry, Stephanie Barksdale, Nate Anderson | ESPN2 |
| 17 juillet | Rapport | Louis King, 14 King, Lual-Acuil, 8 McKinley Wright IV, 5 | Points Rebonds Passes d.                   | Trois joueurs, 8 Simisola Shittu, 7 Andrew Nembhard, 5 |  | Thomas & Mack Center, Paradise, Nevada Arbitres : Clare Aubry, Stephanie Barksdale, Nate Anderson | ESPN2 |

| 17 juillet | Rapport | Thunder d'Oklahoma City 71, Pelicans de La Nouvelle-Orléans 107 | Thunder d'Oklahoma City 71, Pelicans de La Nouvelle-Orléans 107 | Thunder d'Oklahoma City 71, Pelicans de La Nouvelle-Orléans 107 |  | Cox Pavilion, Paradise, Nevada Arbitres : ShaRae Mitchell, Cameron Gelinas, Jacob Barnett | NBA TV |
| 17 juillet | Rapport | Score par quart-temps : 21-30, 20-21, 13-28, 17-28              |                                                                 |                                                                 |  | Cox Pavilion, Paradise, Nevada Arbitres : ShaRae Mitchell, Cameron Gelinas, Jacob Barnett | NBA TV |
| 17 juillet | Rapport | Gabe Brown, 23 Krejčí, Jay. Williams, 8 Jaylin Williams, 8      | Points Rebonds Passes d.                                        | John Butler, 25 Tyrique Jones, 11 Elijah Stewart, 9             |  | Cox Pavilion, Paradise, Nevada Arbitres : ShaRae Mitchell, Cameron Gelinas, Jacob Barnett | NBA TV |

| 17 juillet | Rapport | Wizards de Washington 87, Warriors de Golden State 77  | Wizards de Washington 87, Warriors de Golden State 77 | Wizards de Washington 87, Warriors de Golden State 77 |  | Thomas & Mack Center, Paradise, Nevada Arbitres : Tyler Mirkovich, Biniam Maru, Grant Detrick | ESPN2 |
| 17 juillet | Rapport | Score par quart-temps : 19-11, 18-31, 24-27, 26-8      |                                                       |                                                       |  | Thomas & Mack Center, Paradise, Nevada Arbitres : Tyler Mirkovich, Biniam Maru, Grant Detrick | ESPN2 |
| 17 juillet | Rapport | Jaime Echenique, 19 Jaime Echenique, 12 Pat Spencer, 7 | Points Rebonds Passes d.                              | Mac McClung, 14 Yudai Baba, 9 Mac McClung, 6          |  | Thomas & Mack Center, Paradise, Nevada Arbitres : Tyler Mirkovich, Biniam Maru, Grant Detrick | ESPN2 |

| 17 juillet | Rapport | Nuggets de Denver 72, Jazz de l'Utah 82            | Nuggets de Denver 72, Jazz de l'Utah 82 | Nuggets de Denver 72, Jazz de l'Utah 82            |  | Cox Pavilion, Paradise, Nevada Arbitres : Julian McFadden, Nate Cearley, Klajdi Mulla | NBA TV |
| 17 juillet | Rapport | Score par quart-temps : 20-18, 12-26, 22-20, 18-18 |                                         |                                                    |  | Cox Pavilion, Paradise, Nevada Arbitres : Julian McFadden, Nate Cearley, Klajdi Mulla | NBA TV |
| 17 juillet | Rapport | Adonis Arms, 20 Jack White, 9 Trois joueurs, 2     | Points Rebonds Passes d.                | Jared Butler, 15 Boriša Simanić, 7 Jared Butler, 6 |  | Cox Pavilion, Paradise, Nevada Arbitres : Julian McFadden, Nate Cearley, Klajdi Mulla | NBA TV |

#### Finale
| 17 juillet | Rapport | Trail Blazers de Portland 85, Knicks de New York 77        | Trail Blazers de Portland 85, Knicks de New York 77 | Trail Blazers de Portland 85, Knicks de New York 77 |  | Thomas & Mack Center, Paradise, Nevada Arbitres : Matt Kallio, Jenna Reneau, J.D. Ralls | ESPN |
| 17 juillet | Rapport | Score par quart-temps : 12-14, 29-16, 19-16, 25-31         |                                                     |                                                     |  | Thomas & Mack Center, Paradise, Nevada Arbitres : Matt Kallio, Jenna Reneau, J.D. Ralls | ESPN |
| 17 juillet | Rapport | Brandon Williams, 22 Jabari Walker, 11 Brandon Williams, 5 | Points Rebonds Passes d.                            | Quentin Grimes, 19 Feron Hunt, 7 Trois joueurs, 3   |  | Thomas & Mack Center, Paradise, Nevada Arbitres : Matt Kallio, Jenna Reneau, J.D. Ralls | ESPN |